# Bernardo Peralta Escudero
Bernardo [de] Peralta Escudero (Falces, Navarra, c. 1575 — Burgos, 4 de noviembre de 1617) fue un compositor y maestro de capilla español.

## Vida
En 1605 era maestro de capilla en la Colegiata de Alfaro, lo que se sabe porque en 1605 fallecía Esteban Guerra Álvarez, maestro de capilla de la Catedral de Sigüenza, dejando el cargo vacante. El cabildo decidió cubrir el cargo con un maestro interino, Alonso de Tobar, para darse tiempo en su búsqueda de un sustituto. En 1606 se discutió la contratación de Lucas Tercero, maestro de capilla de la Catedral de León, pero se le rechazó por ser corto de vista. Ese mismo año, en mayo, se trató de traer a Diego de Bruceña, maestro de la Catedral de Burgos, pero no llegó a haber un acuerdo en el salario. Finalmente, en septiembre de 1606 se decidió poner los edictos para las oposiciones que se realizarían el primero de diciembre. Se presentaron Juan Ciscar, maestro de capilla de la Catedral de Valladolid; Bernardo de Peralta, maestro de la Colegiata de Alfaro; Juan de Ávila, maestro de la Colegiata de Berlanga; y Juan Berge, de Albarracín. El tribunal se decidió por Juan de Ávila, que apenas permaneció en el cargo, ya que el 15 de abril de 1607 se trasladó a la Catedral de Palencia. El cabildo tuvo que realizar unas nuevas oposiciones, a las que volvería a presentarse Ciscar, junto con Diego López, clérigo de Murcia; Bernardo de Peralta, que seguía en Alfaro; Juan Ruiz de Robledo, de la Colegiata de Toro; y Pedro Fernández Buch, en ese momento maestro de capilla de la Catedral de Santo Domingo de la Calzada. En esta ocasión, el juez de la oposición, Pedro de Pastrana, se decidió por Fernández Buch.
En 1607 se presentó al puesto de maestro de capilla en la catedral de El Burgo de Osma, puesto para el que fue rechazado por no pasar los informes de limpieza de sangre. Posteriormente consiguió el puesto de maestro de capilla en la catedral de Santo Domingo de la Calzada.
Fue llamado como maestro de capilla de la catedral de Burgos en 1609, tras la partida de su predecesor, Diego Bruceña. Durante su tiempo en Burgos se discutió la instalación de un grandioso órgano en la catedral. Efectivamente, Juan de Argüete realizó el órgano del lado de la Epístola en 1636, que fue dorada y estofada por el pintor Juan Delgado en 1645. En Burgos consiguió ser nombrado canónigo, pero sin derecho a voto. Peralta se quedaría en Burgos hasta su muerte, a pesar de algunas ofertas para desplazarse: en 1616 se le ofreció el puesto de maestro de capilla en la Capilla Real de Madrid, comentando en este último caso «prefiero galeras a Madrid».
El 9 de diciembre de 1611 se confirmó en las actas que había ganado las oposiciones de maestro de capilla de la catedral de Zaragoza, tras la muerte del titular, Francisco de Silos.

Hízose conducción de la persona de Bernardo Peralta Escudero, maestro de capilla de Burgos, para maestro dela iglesia. Y ha de tener a su cargo los Infantes y cumplir con las demás cosas que su oficio requiere y se dispone por los Estatutos. Señalándose por partido una ración dedos y nueve con la distribución, la porción de doble y coquetas que tiene en la pabostría la capellanía mayor, las 220 libras que tenía el otro maestro y trescientos reales y casa, y luego para ayuda del gasto del camino, 50 libras y no teniendo comodidad la iglesia, se cargue el salario de la Sede Vacante.

En enero de 1612 hubo noticias de Peralta a través del cabildo de Burgos, excusando la ausencia del maestro. A pesar de que hay autores que afirman lo contrario, no hay evidencias de que Peralta llegase a asumir su cargo en la Seo. Las actas de la catedral de Burgos siguen dando a Peralta como su maestro de capilla hasta el 9 de octubre de 1617, cuando se ausenta de la ciudad, para morir poco después.
Existe un poema anónimo dedicado a su sepulcro:

Al sepulcro
del gran maestro de capilla de Burgos
Bernardo de Peralta
que murió electo de la Capilla Real [...]
 Yace debajo de esta piedra fría

(Urna funesta de jovial contento)

El Maestro Peralta, el gran portento

De suavidad, dulzura y melodía;

 El Orfeo español, cuya armonía

Con dulce consonancia y blando acento,

Parando el agua y suspendiendo el viento,

Las piedras y los árboles movía:

 Llamábanle dos reyes, los mayores

Que mira en cielo y tierra el dios de Delo,

Para hacerle en un tempo mil favores;

 Mas vista la humildad de los de suelo,

Dejó, por alcanzar otros mejores,

La Capilla Real por la del cielo.

## Obra
Las composiciones de Peralta se enmarcan dentro de las obras policorales contemporáneas, del tipo alegre preferidas por Felipe III. Se conservan unas pocas obras, entre ellas, una misa de difuntos, un magnificat y algunos villancicos.
La mayoría de su obra se conserva en la catedral de Zaragoza. Su fama se extendió al Nuevo Mundo y la catedral de Puebla conserva un magnificat de Peralta. También se sabe que estaba representado en la desaparecida biblioteca de Juan IV de Portugal.